# Tillandsia copanensis
Tillandsia copanensis es una especie de planta epífita dentro del género  Tillandsia, perteneciente a la  familia de las bromeliáceas.  Es originaria de Honduras.

## Taxonomía
Tillandsia copanensis fue descrita por Rauh & Rutschm. y publicado en Journal of the Bromeliad Society 38(1): 7, f. 5. 1988.
Etimología
Tillandsia: nombre genérico que fue nombrado por Carlos Linneo en 1738 en honor al médico y botánico finlandés Dr. Elias Tillandz (originalmente Tillander) (1640-1693).
copanensis: epíteto